# レネ・モンテイン
レネ・モンテイン、より正確な発音的にはレネィ・モンテイン（Renée Montagne, 1948年12月 - ）は、
アメリカ合衆国のジャーナリスト。
NPRのモーニング・エディション（Morning Edition）の現司会者の1人。

## 来歴
1948年、カリフォルニア州オーシャンサイドに生まれる。父のバド・モンテイン（Bud Montagne）はアメリカ海兵隊所属の職業軍人であった為、職業軍人の子供に共通して見られる、父の赴任地が変わる度に各地を転々とする家庭環境で育った。
1967年、カリフォルニア州クーパティーノゥの公立校クーパティーノゥ高校（Cupertino High School）を卒業。（2012年、レネィ・モンテインは同校の名誉卒業生殿堂入り、の栄誉も与えられた。）
1973年、カリフォルニア大学バークレー校を卒業（学士・英語専攻）。好きな作家は、（フランス文学の作家だが）マルセル・プルースト、そして、ウィリアム・シェイクスピアだと答えている。モンテインは、古い歴史と伝統を誇り、トップランクの優秀な学生のみが入会出来る「Phi Beta Kappa Society（ファイ・ベータ・カッパ・ササイアティ）」の会員でもあった。また、大学在学中から、サンフランシスコのコミュニティ・ラジオ局KPOOで、ニュース・ディレクターとして職業キャリアをスタートさせている。
大学卒業後は、パスィフィック・ニューズ・サービスのリポーター兼編集者として、サンフランシスコに勤務。1980年代に入り、拠点をニューヨークに移し、フリーのプロデューサー兼リポーターとして、NPRとカナダ放送協会の仕事をするようになる。
1987年、NPRの夕方の人気看板番組「オール・スィングズ・コンスィダード（All Things Considered）」の月-金枠の新司会者に、ロバート・スィーゲル（Robert Siegel）と共に任命される。それまでの司会者であった、スーザン・スタンバーグ（Susan Stamberg）とノア・アダムス（Noah Adams）がそれぞれに新番組を担当し同番組の司会を降板後の後任として、2年間同番組の司会者を務めた。ロバート・スィーゲルは、2014年現在も、同番組の司会者を続けている。
1990年、南アフリカでネルソン・マンデラ釈放を取材し伝える。その後3年間、南アフリカからのリポートを続けた。1994年には、南ア史上初の全人種参加選挙を取材。それら南ア取材の業績に対して、レネィ・モンテインを含むNPRの取材チームは、1995 アルフレッド・I・デュポン=コロンビア大学賞（Alfred I. duPont–Columbia University Award）の「SILVER BATON（銀バトン賞）」を受賞した。
2001年9月11日のアメリカ同時多発テロ事件以降、2014年5月時点までに、レネィ・モンテインは、アフガニスタンへの取材旅行を10度敢行し、アフガン各地で、農民他の一般市民から、ムッラー、選挙管理委員会職員、ハーミド・カルザイ大統領、元ウォーロードの政治家、権利獲得の為に戦う女性達等、幅広く、取材やインタビューを重ね、現地の人々の生活の様子を伝えている。
2004年春から、スティーヴ・インスキープと共にNPRの朝の人気看板番組「モーニング・エディション（Morning Edition）」の司会者に任命される。はじめは、それまで1979年の同番組開始時から長年司会者を務めてきたボブ・エドワーズ（Bob Edwards）の番組降板に伴う暫定の司会者として、その後、インスキープと共に、正式な司会者として任命された。
2005年春、ヨハネ・パウロ2世の葬儀に際し、世界各地から慰問客がバチカンを訪れた歴史的な1週間は、現地での取材をしつつ、現地からモーニング・エディションの司会を行った。
2007年5月、グリニッジ平均時の基準となる都市であるグリニッジを取材し、翌年のNPRの年間特集「Climate Connections」の先駆けとなるリポートを行った。
2011年1月25日、オバマ大統領による一般教書演説前に開催された、恒例のオフレコ昼食会（伝統的に、一般教書演説前に大統領が各局のニュースキャスター達を招待して、事前に演説内容等について概略説明等する昼食会、を開催するという習慣が長く続いている）に招待され出席した。

モーニング・エディションの司会は、たいてい、スティーヴ・インスキープが、東海岸ワシントンD.C.のNPR本部から、レネィ・モンテインが、西海岸カルバーシティにあるNPR Westから放送しているが、取材等でアメリカ国内及び世界各地に出かけている場合は、現地から生放送に参加している。
レネィ・モンテインは、数十年のキャリアの中で、政治家や歌手、女優、作家等の著名人からアフガニスタンの市井の人々に至るまで、幅広い話題について、これまでに数千のインタビューを行っている。
受賞歴に関しては、前述の1995 アルフレッド・Ｉ・デュポン=コロンビア大学賞以外にも、アフガニスタン関連の取材活動に対し、アメリカ海外特派員クラブ（Overseas Press Club of America）
から表彰を受けたり、全米黒人ジャーナリスト協会（National Association of Black Journalists）から表彰を受けた取材活動もある。その他、南カリフォルニア大学でのジャーナリズム関連の研究プログラム（National Arts Journalism Program）に、フェローとして研究に従事したり、ニューヨーク大学の大学院ジャーナリズム専攻課での放送原稿執筆に関する教鞭を執ったり、といった経歴も持つ。

## 特筆すべき仕事
放送音声アーカイブが残っているものを中心に列挙
- 2006年10～11月、アフガン戦争開始後5年経過特集[11][12]
- 2008年02月19日、『アウェイ・フロム・ハー　君を想う』の主演女優ジュリー・クリスティへのインタビュー[13]

第80回アカデミー賞発表直前特集の取材の１つとして。
- 2009年07～08月、アフガニスタン大統領選挙直前現地取材特集[14]
- 2010年01月29日、ヒラリー・クリントン国務長官へのインタビュー[15]

ロンドンにて開かれたアフガニスタン問題に関する国際会議に出席した後の国務長官に対して現地で行ったインタビュー。
- 2014年03～04月、アフガニスタン大統領選挙直前現地取材特集[16][17][6]

## こぼれ話
- モーニング・エディションの司会者の仕事が決まって、最初にしたことは？

という問いに、自宅の海岸沿いのコテージの各窓用に光を遮断する為のカーテンを注文したことだ、
とレネィ・モンテインは語っている。
これからは、昼の3時には眠りに就き、夜中の11時に起きるような生活になるから、そういうカーテンが必要になる、ということで。
モーニング・エディションは、アメリカ西海岸時間では午前2時に始まり4時に終わるので、終わって帰る時も、まだ外は暗いままなんですよ。
と。
- 2002年に初めて行って以来12年で10度のアフガン取材旅行、何故そんなにアフガンに惹きつけられるのか？

という問いに、1つには美しい国であること、ある意味、アメイジングでドラマティックな国である、
ということを挙げ、更に、アフガンの人々が近付き難い類の人々でなく一緒に過ごして楽しく笑える人達である、
と語っている。
アフガンの人々には、とてもドライなユーモア精神があり、彼らの生活を脅かすタリバンのことでさえもジョークで笑い飛ばす。
人々はタリバンに関する笑い話、こんな愚かなことを連中はやったんだ、みたいな、そういう話を詩的な語り口調で語ってくれる。しかもそれらはまだ済んだ遠い過去でなく現在進行形の話でもあり…。
だから私はアフガンという国の今後を信じているんです、だってアフガンは、そういう心の強い人達で沢山溢れかえってるような、そんな国なのだから。
と。